# Metagarista triphaenoides
Metagarista triphaenoides là một loài bướm đêm trong họ Noctuidae.